# 20세기
20세기(二十世紀, 영어: 20th century)는 1901년 1월 1일부터 2000년 12월 31일까지의 기간으로, 제2천년기의 마지막 세기이다.
20세기에는 수많은 전쟁들이 발생하였으며, 제1차 세계 대전과 제2차 세계 대전은 전 세계의 거의 모든 국가들이 두 진영으로 갈려 싸운 전쟁이었다. 두 번의 세계 대전 이외에도 스페인 내전, 한국 전쟁, 베트남 전쟁, 보스니아 전쟁과 같이 이념이나 종교, 인종의 차이를 앞세운 전쟁이 끊이지 않았다. 국제 사회는 국제법을 확립하고 상호 안보 공조와 경제 협력을 통해 세계의 평화를 도모하고자 유엔을 만들었지만, 20세기의 대부분 동안 세계는 이념에 따라 양분되어 냉전 체제를 유지하였고 두 진영의 대리전 성격을 띈 크고 작은 분쟁이 끊이지 않았다.
19세기 동안 맹위를 떨쳤던 서구 열강에 의한 제국주의적 식민지 확대는 두 차례의 세계 대전을 고비로 쇠락하였다. 아시아와 아프리카의 각지에서 수 많은 식민지들이 독립하여 신생독립국들이 세워졌다. 식민지의 독립은 인도와 같이 평화적으로 진행된 경우도 있었으나, 인도네시아, 베트남, 리비아 같은 국가들처럼 독립전쟁을 치르고서야 이루어진 경우가 많았다. 새롭게 독립한 국가들 사이에서는 어느 진영에도 가입하지 않는 비동맹 운동이 일어났다. 이들은 냉전의 양 진영에 대비되어 흔히 제3세계로 불렸다.
한국의 역사에서 20세기는 대한제국 시기와, 일제강점기, 그리고 해방이후 대한민국과 조선민주주의인민공화국의 분단 시기로 구분될 수 있다. 1905년 일본 제국은 이른바 을사조약을 강제하여 대한제국의 외교권을 박탈하고 통감부를 설치하여 내정을 간섭하였다. 1907년 정미조약으로 8,800명 밖에 남지 않았던 대한제국의 군대마저 해산한 일제는, 1910년 대한제국을 강점하여 식민지로 삼았다. 일제강점기 동안 한국인들은 지속적으로 독립운동을 이어갔다. 1919년 3·1 운동은 일제의 강점에 맞서는 전민족적인 저항 운동이었다. 이후 대한민국 임시정부를 비롯한 다양한 독립운동이 있었다. 해외에서는 독립군을 조직하여 무장 독립 투쟁을 하는 한편 각국을 상대로한 외교적 노력이 있었고, 국내에서는 일제의 수탈에 항거하여 각종 파업과 쟁의가 끊이지 않았다. 1945년 제2차 세계대전에서 추축국의 일원이었던 일본 제국이 패망하여 해방을 맞이하였으나, 거세지던 냉전의 영향력 아래 단일 국가를 수립하지 못하고 남북으로 분단되었다. 남북의 두 정권은 서로에게 적대적이었으며 결국 1950년 6월 25일 조선민주주의인민공화국의 남침으로 한국전쟁이 일어났다. 한국전쟁은 큰 피해를 남기고 휴전을 맞았고, 이후 두 국가는 체제 경쟁을 지속하였다. 조선민주주의인민공화국은 전쟁이후 김일성주의를 표방하고 이후 유일체제라고 불리는 주체사상을 바탕으로한 일당 독재 국가를 이루었다. 대한민국은 이승만의 장기 독재에 저항한 4·19 혁명이 일어났으나, 5·16 군사정변으로 권력을 잡은 박정희에 의하여 1972년 유신 체제 선포 후 군사독재가 이루어졌고, 박정희의 사망 이후에도 5·18 광주 민주화 운동을 유혈 진압한 전두환에 의해 군사독재가 지속되었다. 1987년 6월 항쟁의 결과 대통령 직선제를 골자로 하는 대한민국 헌법 개정이 이루어졌다. 1987년 개정 헌법은 오늘날에도 유지되고 있는 현행 헌법이기도 하다. 이후 노태우, 김영삼, 김대중 등이 대통령을 역임하였다.
한편, 20세기 동안 과학, 기술은 전분야에 걸쳐 급격한 발전을 이루었다. 19세기에 그레고어 멘델에 의해 발견된 멘델의 유전법칙은 20세기 초 여러 학자들에 의해 다시 발견되어 현대 유전학의 기반이 되었다. 이후 유전 물질에 대한 탐구가 계속되어 1928년 프레더릭 그리피스는 그리피스 실험을 통해 형질전환을 발견하였고, 1952년 앨프리드 허시와 마사 체이스가 박테리오파지를 이용하여 DNA가 유전물질임을 증명하였으며, 1953년 제임스 왓슨과 프랜시스 크릭이 DNA의 구조를 밝혔다.
물리학 분야에서는 알베르트 아인슈타인이 상대성 이론을 발표하여 물리학의 패러다임을 송두리째 바꾸었다. 아인슈타인인 자신의 발견에 대해 “상대성 이론은 돌파구가 있을 것 같지 않은 심각하고 깊은 옛 이론의 모순을 해결하기 위해 생겨났다. 이 새로운 이론은 일관성과 간결함을 유지하면서 옛 이론의 모순을 강력히 해결한다.”고 자평하였다. 로켓 공학과 무선 통신의 발달, 그리고 컴퓨터의 출현에 힘입어 인류는 처음으로 우주 공간으로 나갈 수 있었다. 1961년 보스토크 1호에 탑승한 유리 가가린은 최초의 우주비행사가 되었다. 1969년에는 아폴로 11호의 승무원들이 달에 착륙하였다.
20세기 화학 분야에서의 가장 큰 성과는 인공적인 고분자화합물의 대량생산에 성공한 것을 꼽을 수 있다. 20세기 레오 베이클랜드가 페놀과 포름알데히드를 반응시켜 베이클라이트를 합성한 이후 다양한 플라스틱이 개발되어 생활 전반에 사용되게 되었다.
20세기에는 여러 가지 새로운 기술을 바탕으로 한 도구들이 등장하였다. 비행기, 냉장고, 라디오, 텔레비전, 인공위성, 이동통신, 컴퓨터, 휴대폰, 스마트폰 등 20세기의 발명품들은 오늘날에도 일상 생활에 큰 영향을 주고 있다. 또한 방송과 통신의 발달로 대중 매체가 크게 성장하였고, 이를 통해 대중음악이 세계적으로 동시에 유행하기도 하였다.

## 주요 사건

### 전쟁
- 러일 전쟁 (1904년~1905년)
- 신해혁명  (1911년~1912년)
- 발칸 전쟁 (1912년~1913년)
- 제1차 세계 대전 (1914년~1918년)
- 러시아 내전 (1917~1922)
- 제1차 국공내전 (1927년~1936년)
- 제2차 이탈리아-에티오피아 전쟁 (1935년~1936년)
- 스페인 내전 (1936년~1939년)
- 중일 전쟁 (1937년~1945년)
- 제2차 세계 대전 (1939년~1945년)
  - 겨울 전쟁 (1939년~1940년)
  - 태평양 전쟁 (1941년~1945년)
  - 제2차 소련-핀란드 전쟁 (1941년~1944년)
- 제2차 국공내전 (1946년~1950년)
- 1949년 - 제1차 중동 전쟁
- 한국 전쟁 (1950년~1953년)
- 알제리 독립 전쟁 (1954년~1962년)
- 인도차이나 전쟁 (1946년~1954년)
- 베트남 전쟁 (1955년~1975년)
- 1956년 - 제2차 중동 전쟁
- 1967년 - 제3차 중동 전쟁
- 1973년 - 제4차 중동 전쟁
- 소비에트 연방의 아프가니스탄 침공 (1979년~1989년)
- 이란-이라크 전쟁 (1980년~1988년)
- 르완다 분쟁 (1990년~1994년)
- 1991년 - 걸프 전쟁

### 과학·기술
- 1902년 - 대서양 사이의 무선전신이 세계 최초로 이루어지다.
- 1904년 - 동력을 이용한 비행기 발명.
- 1929년 - 페니실린의 발견.
- 1931년 - 자기 테이프의 발명.
- 1940년 - 제트 엔진을 사용한 비행기가 첫 비행을 한다.
- 1947년 - 세계 최초의 전자식 컴퓨터 발명.
- 1956년 - 하드디스크가 세계 최초로 발명됨.
- 1957년 - 최초의 인공위성 스푸트니크 1호 발사.
- 1968년 - 마우스 발명.
- 1969년 - 인간의 최초 달 착륙.
- 1976년 - 콤팩트디스크의 시조인 광디스크가 개발됨.
- 1981년 - 콤팩트디스크가 개발됨.
- 1983년 - 휴대 전화가 개발됨.
- 1989년 - 월드 와이드 웹이 개발됨.
- 1992년 - 리튬-이온 전지가 개발됨.
- 1993년 - 세계 최초의 스마트폰인 사이먼이 발명됨.
- 1996년 - 세계 최초의 복제 양 돌리의 탄생.
- 1999년 - 세계 최초의 MP3 플레이어가 발명됨.

### 정치
- 1905년 - 을사조약 체결.
- 1909년 - 청-일 간도협약 체결.
- 한국의 역사 중 (1910년~1947년)
- 1911년 - 신해 혁명. 일본, 불평등 조약 해소.
- 1913년 - 민중데모로 가쓰라 다로내각이 무너진다(다이쇼 정변).
- 1914년 - 사라예보 사건
- 1917년 - 소비에트 연방 성립.
- 1919년 - 베르사유 체제 출범.
- 1920년 - 국제연맹 성립.
- 1922년 - 이탈리아에서 무솔리니 집권. 파시즘 체제의 등장.
- 1928년 - 소련의 국민경제 5개년 계획.
- 1929년 - 대공황
- 1930년 - 런던 해군 군축 조약
- 1931년 - 만주사변 발발.
- 1932년 - 만주국 건국.
- 1933년 - 독일에서 히틀러가 집권. 일본, 국제연맹 탈퇴.
- 1937년 - 12·28 사건
- 1939년 - 독일, 폴란드 침공.
- 1940년 - 독일·이탈리아·일본, 삼국 동맹 조약 체결.
- 1941년 - 진주만 공격.
- 1945년 - 유엔 성립.
- 1945년 - 대한민국 독립
- 냉전(1947년~1991년)
  - 1946년 - 국제연맹 해산.
  - 1947년 - 인도, 독립.
- 1948년 - 한반도 남북분단. 대한민국 정부 수립(제1공화국).제주 4·3 사건.
- 1952년 - 대한민국, 8월 대통령 직선제 개헌. 9월 이승만 대통령 재선 .
- 1954년 - 대한민국, 6월 제 3대 국회의원 총선. 10월 사사오입 개헌.
- 1956년 - 대한민국, 정·부통령 선거, 이승만과 장면이 각각 대통령과 부통령에 당선.
- 1960년 - 4·19 혁명. 제2공화국의 출범.
- 1961년 - 5·16 군사정변. 베를린 장벽 건설.
- 1962년 - 쿠바 위기
- 1963년 - 제3공화국 출범.
- 1965년 - 한일기본조약.
- 문화대혁명(1966년~1976년)
- 1967년 - 대통령 선거에서 박정희 대통령 재선.
- 1968년 - 프랑스 5월 혁명.
- 1969년 - 3선 개헌안 통과.
- 1971년 - 대통령 선거에서 박정희가 대통령에 당선(3선).
- 1972년 - 유신 체제 시작(제4공화국).
- 1973년 - 유류 파동
- 1977년 - 안와르 사다트, 이스라엘을 방문.
- 1979년 - 이란 회교도 혁명. 10·26 사태. 12·12 쿠데타.
- 1980년 - 광주 민주화운동.
- 1981년 - 제5공화국 출범.
- 1983년 - 아웅산 묘역 폭탄테러사건.
- 1987년 - 6월 민주항쟁
- 1988년 - 제6공화국 출범.
- 1989년 - 톈안먼 사건. 철의 장막 철거 개시. 베를린 장벽 붕괴 및 동서독일 통일.
- 동유럽 혁명(1989년~1990년)
- 1991년 - 소비에트 연방 붕괴.
- 1991년 - 러시아 공화국 설립
- 1996년 - 대한민국, OECD 가입.
- 1997년 - 대한민국, IMF 구제 금융 신청.

## 주요 인물

### 군주, 국가원수
- 고종(조선의 임금, 재위:1863년 - 1907년)
- 순종(조선의 마지막 임금, 재위 1907년 - 1910년)
- 이승만(대한민국의 대통령, 임기 1948년 - 1960년)
- 김구(1876년 - 1949년)
- 김규식(1881년 - 1950년)
- 윤보선(대한민국의 대통령, 임기 1960년 - 1962년)
- 박정희(대한민국의 대통령, 임기 1963년 - 1979년)
- 최규하(대한민국의 대통령, 임기 1979년 - 1980년)
- 전두환(대한민국의 대통령, 임기 1980년 - 1988년)
- 노태우(대한민국의 대통령, 임기 1988년 - 1993년)
- 김영삼(대한민국의 대통령, 임기 1993년 - 1998년)
- 김대중(대한민국의 대통령, 임기 1998년 - 2003년)
- 김일성(1912년 - 1994년)
- 김정일(1942년 - 2011년)
- 이시영(대한민국의 부통령, 임기 1948년 - 1951년)
- 김성수(대한민국의 부통령, 임기 1951년 - 1952년)
- 장면(대한민국의 부통령, 임기 1956년 - 1960년)
- 프란츠 요제프 1세(오스트리아-헝가리 황제, 재위 1848년 - 1916년)
- 빌헬름 2세(3대 독일 황제, 재위 1888년 - 1918년)
- 선통제(부의)(청조 황제, 재위 1908년 - 1912년)
- 니콜라이 2세(러시아 황제, 재위 1894년 - 1917년)
- 다이쇼 천황(일본 천황, 재위 1912년 - 1926년)
- 쇼와 천황(일본 천황, 재위 1926년 - 1989년)
- 헤이세이 천황(일본 천황, 재위 1989년 - 2019년)
- 엘리자베스 2세(영국 여왕, 재위 1952년 - 2022년)
- 교황 요한 23세(로마 교황, 재위 1958년 - 1963년)
- 교황 바오로 6세(로마 교황, 재위 1963년 - 1978년)
- 교황 요한 바오로 2세(로마 교황, 재위 1978년 - 2005년)
- 아돌프 히틀러(독일 총통, 재임 1933년 - 1945년)
- 베니토 무솔리니 (이탈리아 수상, 재임 1928년 - 1943년)
- 네빌 체임벌린 (영국 수상, 재임 1937년 - 1940년)
- 윈스턴 처칠 (영국 수상, 재임 1940년 - 1945년)
- 마거릿 대처 (영국 수상, 재임 1979년 - 1990년)
- 시어도어 루스벨트 (제26대 미국 대통령, 임기 1901년 - 1909년)
- 윌리엄 H. 태프트 (제27대 미국 대통령, 임기 1909년 - 1913년)
- 우드로 윌슨 (제28대 미국 대통령, 임기 1913년 - 1921년)
- 워런 하딩 (제29대 미국 대통령, 임기 1921년 - 1923년)
- 캘빈 쿨리지 (제30대 미국 대통령, 임기 1923년 - 1929년)
- 허버트 후버 (제31대 미국 대통령, 임기 1929년 - 1933년)
- 프랭클린 D. 루스벨트 (제32대 미국 대통령, 임기 1933년 - 1945년)
- 해리 S. 트루먼 (제33대 미국 대통령, 임기 1945년 - 1953년)
- 드와이트 아이젠하워 (제34대 미국 대통령, 임기 1953년 - 1961년)
- 존 F. 케네디 (제35대 미국 대통령, 임기 1961년 - 1963년)
- 린든 B. 존슨 (제36대 미국 대통령, 임기 1963년 - 1969년)
- 리처드 닉슨 (제37대 미국 대통령, 임기 1969년 - 1974년)
- 제럴드 포드  (제38대 미국 대통령, 임기 1974년 - 1977년)
- 지미 카터 (제39대 미국 대통령, 임기 1977년 - 1981년)
- 로날드 레이건 (제40대 미국 대통령, 임기 1981년 - 1989년)
- 조지 H. W. 부시 (제41대 미국 대통령, 임기 1989년 - 1993년)
- 빌 클린턴 (제42대 미국 대통령, 임기 1993년 - 2001년)
- 후안 페론 (아르헨티나의 대통령)
- 이사벨 마르티네스 데 페론 (아르헨티나의 대통령)
- 호르헤 비델라 (아르헨티나의 대통령)
- 레오폴드 갈티에리 (아르헨티나의 대통령)
- 샤를 드 골 (프랑스 대통령, 재임 1959년 - 1969년)
- 콘라트 아데나워 (서독 연방 수상, 재임 1949년 - 1963년)
- 넬슨 만델라 (남아프리카 대통령, 1994년 - 1999년)
- 블라디미르 레닌 (소련 최고 지도자, 1917년 - 1922년)
- 이오시프 스탈린 (소련 최고 지도자, 1922년 - 1953년)
- 니키타 흐루쇼프 (소련 최고 지도자, 1953년 - 1964년)
- 레오니트 브레즈네프 (소련 최고 지도자, 1964년 - 1982년)
- 유리 안드로포프 (소련 공산당 서기장, 1982년 - 1984년)
- 콘스탄틴 체르넨코 (소련 공산당 서기장, 1984년 - 1985년)
- 미하일 고르바초프 (소련 공산당 서기장·대통령, 재임 1985년 - 1991년)
- 요시프 브로즈 티토 (유고슬라비아 수상·대통령, 재임 1945년 - 1980년)
- 자와할랄 네루 (인도 수상, 1947년 - 1964년)
- 쑨원 (중화민국, 1912년 1월 - 1912년 4월)
- 마오쩌둥 (중국 공산당 중앙위원회 주석, 1945년 - 1976년)
- 장제스 (중화민국 총통, 1927년 - 1949년；중화민국 총통, 재임 1950년 - 1975년)
- 장징궈 (중화민국의 총통, 재임 1978년 - 1988년)
- 리덩후이 (중화민국의 총통, 재임 1988년 - 2000년)
- 덩샤오핑 (중화인민공화국, 1981년 - 1989년)
- 호치민 (베트남, 1945년 - 1969년)
- 마하티르 빈 모하맛 (말레이시아 수상, 1981년 - 2003년)
- 리콴유 (싱가포르 수상, 재임 1959년 - 1990년)
- 체 게바라 (아르헨티나 출신. 쿠바, 볼리비아 등)
- 안와르 사다트 (이집트 대통령, 재임 1970년 - 1981년)
- 루홀라 호메이니 (이란 최고 지도자, 1979년 - 1989년)
- 사담 후세인 (이라크 대통령, 재임 1979년 - 2003년)
- 오마르 봉고 (가봉의 대통령, 재임 1967년 - 2009년)

### 정치인
- 도고 헤이하치로(1848년 - 1934년)
- 야마모토 곤노효에(1852년 - 1933년)
- 다카하시 고레키요(1854년 - 1936년)
- 하라 다카시(1856년 - 1921년)
- 사이토 마코토(1858년 - 1936년)
- 박영효(1861년 - 1939년)
- 니토베 이나조(1862년 - 1933년)
- 서재필(1864년 - 1951년)
- 윤치호(1864년 - 1945년)
- 네빌 체임벌린(1869년 - 1940년)
- 모한다스 카람찬드 간디(1869년 - 1948년)
- 윈스턴 처칠(1874년 - 1965년)
- 프랭클린 D. 루스벨트(1882년 - 1945년)
- 해리 S. 트루먼(1884년 - 1972년)
- 드와이트 아이젠하워(1890년 - 1969년)
- 존 F. 케네디(1917년 - 1963년)
- 콘라트 아데나워(1876년 - 1967년)
- 블라디미르 레닌(1870년 - 1924년)
- 이오시프 스탈린(1878년 - 1953년)
- 도고 시게노리(1882년 - 1950년)
- 베니토 무솔리니(1883년 - 1945년)
- 장제스(1887년 - 1975년)
- 프란시스코 프랑코(1892년 - 1975년)
- 장택상(1893년 - 1969년)
- 조병옥(1894년 - 1960년)
- 최창익(1896년 - 1957년)
- 곽상훈(1896년 - 1980년)
- 김원봉(1898년 - 1958년)
- 윤치영(1898년 - 1996년)
- 김활란(1899년 - 1970년)
- 요시다 시게루(1878년 - 1967년)
- 이케다 하야토(1899년 - 1965년)
- 박헌영(1900년 - 1956년)
- 사토 에이사쿠(1901년 - 1975년)
- 푸이(1906년 - 1967년)
- 정일권(1917년 - 1994년)
- 장준하(1918년 - 1975년)
- 안와르 사다트(1918년 - 1981년)
- 니콜라에 차우셰스쿠(1918년 - 1989년)
- 넬슨 만델라(1918년 - 2013년)
- 나카소네 야스히로(1918년 - 2019년)
- 마거릿 대처(1925년 - 2013년)
- 미하일 고르바초프(1931년 - 2022년)

### 산업과 과학
- 유카와 히데키(1949년, 노벨 물리학상 수상)
- 도모나가 신이치로(1965년, 노벨 물리학상 수상)
- 이병철 (삼성창업자)
- 정주영 (현대창업자)
- 알베르트 아인슈타인(물리학자, 상대성이론)
- 마리 퀴리(과학자)
- 니콜라 테슬라(발명가)
- 토머스 에디슨(발명가)
- 라이트 형제(비행기를 발명)
- 카를 벤츠(벤츠 자동차를 발명)
- 헨리 포드(포드 자동차를 발명)
- 존 폰 노이만(수학자)
- 베르너 폰 브라운(로켓 개발)
- 유리 가가린(우주비행사)
- 닐 암스트롱(우주비행사)
- 버크민스터 풀러(건축가, 물리학자, 수학자)
- 스티븐 호킹(물리학자)
- 모리타 아키오(소니 회장)
- 알란 케이(컴퓨터 과학자, 교육자)
- 빌 게이츠(마이크로소프트 회장)
- 스티브 잡스(애플 창업자)

### 의학
- 루돌프 피르호
- 레이먼드 다트
- 윤일선

### 인권 운동
- 헬렌 켈러(미국)
- 마틴 루터 킹 주니어(미국)
- 제14대 달라이 라마(티베트)
- 테레사 수녀(인도)
- 류샤오보(중국)

### 문화
- 루돌프 발렌티노(영화 배우)
- 파블로 피카소(화가)
- 마르크 샤갈(화가)
- 살바도르 달리(화가)
- 호안 미로(화가)
- 앤디 워홀(미술가)
- 찰리 채플린(영화 감독·배우)
- 프란츠 카프카(소설가)
- 나혜석(화가, 작가)
- 윤동주(시인, 작가)
- 김환기(화가)
- 박수근(화가)
- 이중섭(화가)
- 월트 디즈니(레저)
- 알랭 들롱(영화 배우)
- 마릴린 먼로(영화 배우)
- 오드리 햅번(영화 배우)
- 제인 맨스필드(영화 배우)
- 제임스 딘(영화 배우)
- 프랭크 시나트라(가수·배우)
- 스티븐 스필버그(영화 감독)
- 제임스 카메론(영화 감독)
- 이소룡(영화 배우)
- 신성일(영화 배우)
- 미야자키 하야오(애니메이션 작가)
- 백남준(예술가)

### 음악
- 클로드 드뷔시
- 모리스 라벨
- 아르놀트 쇤베르크
- 아르투로 토스카니니
- 조지 거슈윈
- 나훈아
- 송대관
- 엘비스 프레슬리
- 엘튼 존
- 마이클 잭슨
- 구스타브 홀스트
- 안톤 베베른
- 이고리 스트라빈스키
- 프리츠 크라이슬러
- 호아킨 로드리고
- 현제명
- 아람 하차투리안
- 안익태
- 조용필
- 조지 마이클
- 존 케이지
- 카를하인츠 슈토크하우젠
- 프레디 머큐리
- 홍난파
- 현인
- 루이 암스트롱
- 헤르베르트 폰 카라얀
- 레너드 번스타인
- 존 레논(1940년 - 1980년)
- 폴 매카트니(1942년 - )
- 존 윌리엄스(1932년 - )
- 김광석(1964년 - 1996년)

### 스포츠
- 베이브 루스(야구 선수)
- 손기정(마라톤 선수)
- 아베베 비킬라(마라톤 선수)
- 칼 루이스(육상 선수)
- 무하마드 알리(복서)
- 역도산(프로레슬링 선수)
- 디에고 마라도나(축구 선수)
- 펠레(축구 선수)
- 마이클 조던(농구 선수)
- 아이르통 세나(카레이서)
- 잭 니클라우스(골퍼)

### 그 외 인물
- 아나스타시야 니콜라예브나 여대공
- 의민태자
- 이우
- 웨일스 공비 다이애나
- 알 카포네

## 년대와 년도
| 1890년대 | 1890 | 1891 | 1892 | 1893 | 1894 | 1895 | 1896 | 1897 | 1898 | 1899 |
| 1900년대 | 1900 | 1901 | 1902 | 1903 | 1904 | 1905 | 1906 | 1907 | 1908 | 1909 |
| 1910년대 | 1910 | 1911 | 1912 | 1913 | 1914 | 1915 | 1916 | 1917 | 1918 | 1919 |
| 1920년대 | 1920 | 1921 | 1922 | 1923 | 1924 | 1925 | 1926 | 1927 | 1928 | 1929 |
| 1930년대 | 1930 | 1931 | 1932 | 1933 | 1934 | 1935 | 1936 | 1937 | 1938 | 1939 |
| 1940년대 | 1940 | 1941 | 1942 | 1943 | 1944 | 1945 | 1946 | 1947 | 1948 | 1949 |
| 1950년대 | 1950 | 1951 | 1952 | 1953 | 1954 | 1955 | 1956 | 1957 | 1958 | 1959 |
| 1960년대 | 1960 | 1961 | 1962 | 1963 | 1964 | 1965 | 1966 | 1967 | 1968 | 1969 |
| 1970년대 | 1970 | 1971 | 1972 | 1973 | 1974 | 1975 | 1976 | 1977 | 1978 | 1979 |
| 1980년대 | 1980 | 1981 | 1982 | 1983 | 1984 | 1985 | 1986 | 1987 | 1988 | 1989 |
| 1990년대 | 1990 | 1991 | 1992 | 1993 | 1994 | 1995 | 1996 | 1997 | 1998 | 1999 |
| 2000년대 | 2000 | 2001 | 2002 | 2003 | 2004 | 2005 | 2006 | 2007 | 2008 | 2009 |

## 같이 보기
- 발명사 연표
- 근대 미술
- 단기 20세기